# Assedio di Hainburg
Col termine di Assedio di Hainburg si indicano in realtà due assedi consecutivi condotti ad Hainburg ad opera di Mattia Corvino, re d'Ungheria, nel corso della Guerra austro-ungherese (1477–88). Il primo assedio venne interrotto nel luglio del 1482 ad opera dell'esercito imperiale del Sacro Romano Impero. Corvino riprese l'assedio nell'agosto di quell'anno, questa volta con una migliore preparazione, e prese Hainburg nel settembre 1482.

## Contesto storico

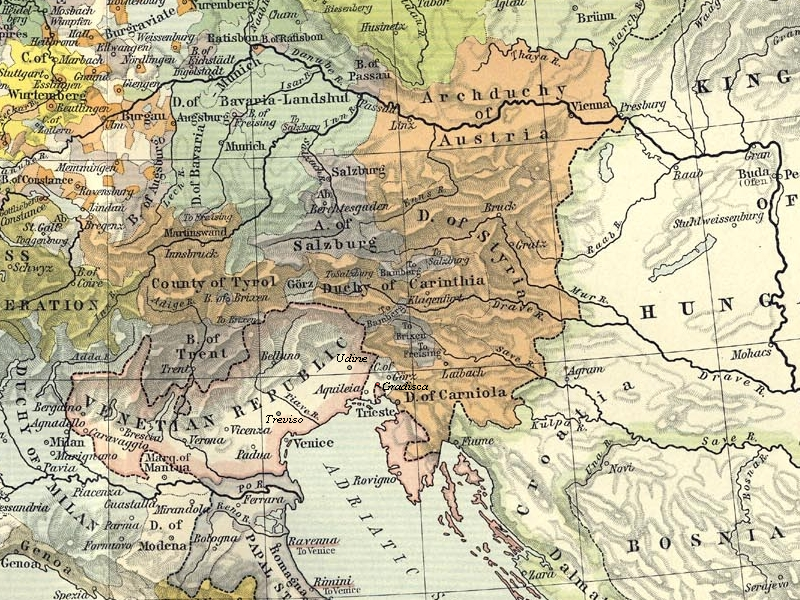
Ducati e principati nella provincia dell'Austria nel 1477

Mattia I aveva assistito l'imperatore Federico III nel corso delle Guerre boeme. Successivamente, le relazioni con Federico III si deteriorarono quando questi formò l'alleanza imperial-ceca-polacca a Norimberga il 1º marzo 1474 contro l'Ungheria.
Un periodo di riarmo e mobilitazione nel 1477, seguito da una breve guerra, portò al Trattato di Korneuburg-Gmunden; il trattato richiedeva al Sacro Romano Impero il pagamento della somma di 100 000 fiorini di riparazione all'Ungheria. Ad ogni modo, la somma non venne mai pagata malgrado i frequenti avvisi e le possibilità di dilazionare la spesa. La tensione crebbe ed entrambi i paesi iniziarono a cercare alleati tra la nobiltà del nemico.
La situazione venne infiammata ulteriormente dalla defezione di Johann Beckensloer, arcivescovo di Esztergom in Ungheria, il quale dall'impero pretendeva l'arcidiocesi di Salisburgo. Egli lasciò l'Ungheria fingendo un pellegrinaggio ad Aquisgrana; la vera ragione era che egli non era a favore di Gabriele Rangone di Verona, vescovo di Alba Iulia. Beckensloer prese con sé parte del tesoro ungherese al quale aveva accesso e lo portò a Federico III in cambio della sede di Salisburgo. L'arcivescovo in carica nella sede austriaca, Bernardo II di Rohr, venne convinto a rinunciarvi, ma Bernardo II ripresentò le sue pretese in quello stesso anno. L'imperatore fece sì che i canonici della cattedrale di Salisburgo ignorassero le richieste di Bernardo II, il quale a sua volta cercò quindi la protezione di Mattia I d'Ungheria il 18 novembre. In nome di Bernardo II, l'Ungheria conquistò le proprietà dell'arcidiocesi di Salisburgo in Stiria e in Carinzia col finire dell'anno. Dal momento che l'arcidiocesi era da secoli un principato indipendente, questo gesto non significò un'entrata in guerra con l'Impero.
L'esercito ungherese si scontrò con le armate imperiali in diverse occasioni. L'ambiguo stato di conflitto portò gli ungheresi ad occupare diversi castelli imperiali, tra cui quello di Radkersburg, e assediarono Graz. Federico III, oltraggiato, dichiarò che questi atti erano una chiara intenzione di rompere il patto di pace, ma Mattia I replicò che le truppe ungheresi stavano solo entrando nei territori dell'arcivescovo Bernardo II su invito dell'arcivescovo stesso. Successivamente, il re ungherese ricordò all'imperatore i pagamenti mancati che egli ancora stava attendendo secondo i termini del Trattato di Korneuburg-Gmunden, fatto che ovviamente consentiva all'Ungheria dopo tutto questo tempo di raccoglierli con altri mezzi. Alla fine, Mattia I accusò l'impero di aver approfittato delle Guerre ottomano-ungheresi per violare i confini del territorio ungherese, attaccando anche Győr ed uccidendovi 800 civili.
Nella primavera del 1482, Mattia I inviò 4000 cavalieri, guidati dal capitano Johann Zeleny di Schonau, a saccheggiare il territorio austriaco presso il Danubio verso Passavia. L'incursione venne fermata per intervento di Prospero Caffarelli, vescovo di Ascoli Piceno, che predispose una tregua. Ad ogni modo la guerra appariva ormai inevitabile su ambo i fronti mentre si rafforzavano entrambi gli schieramenti.

## Il primo assedio

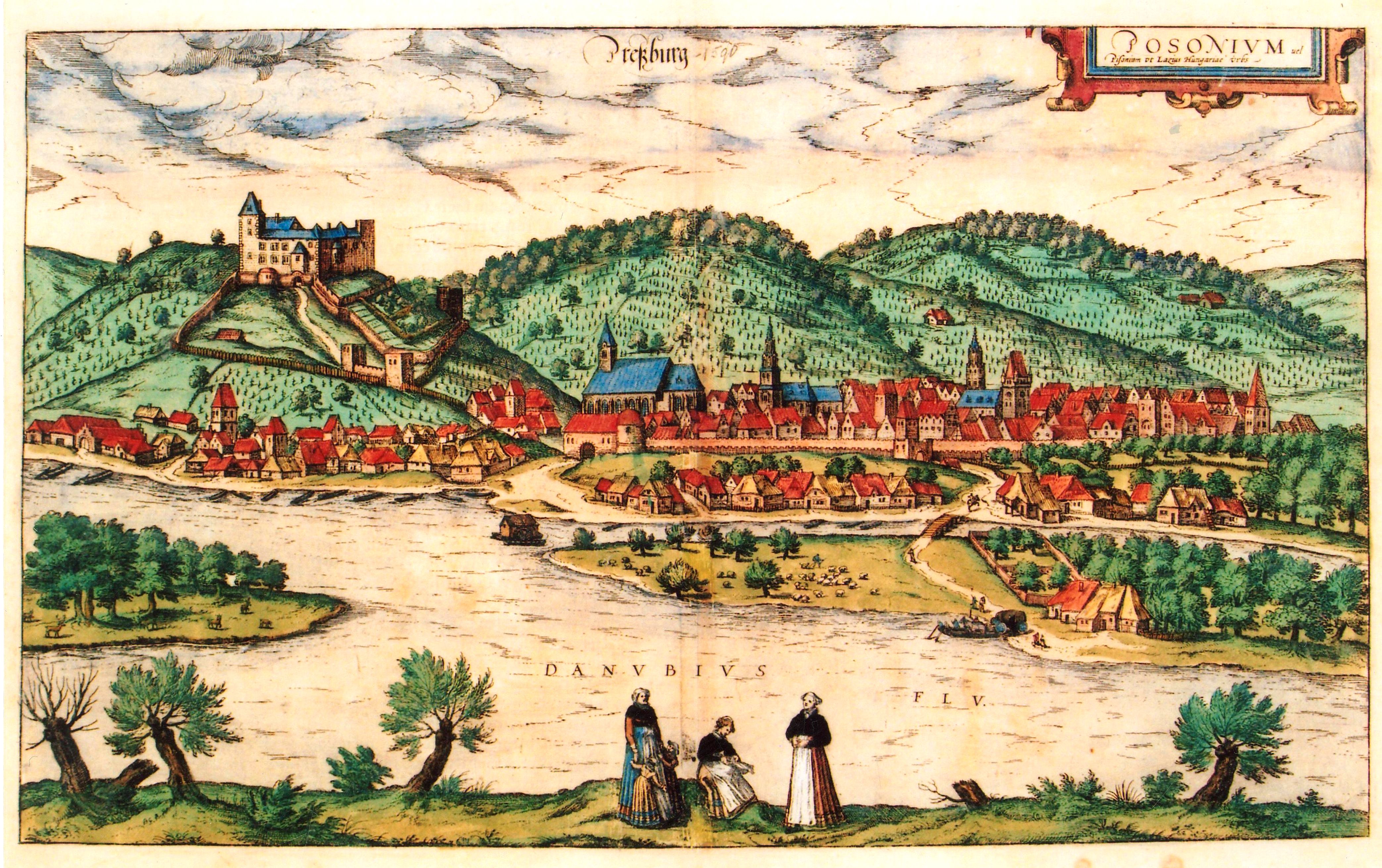
Presburgo nel XVI secolo

Il 4 luglio, Mattia I raccolse un esercito a Köpcsény e partì alla volta di Hainburg. Il castello era posto su una collinetta circondata dal Danubio; l'assedio procedette lentamente a causa della mancanza di artiglieria appropriata. L'impero dispiegò un esercito di 4000 uomini al comando di Ruprecht von Reichenberg, per sciogliere l'assedio. Mattia I fece sapere alle truppe di determinare le forze del nemico. Gli osservatori ungheresi scorsero le truppe imperiali a Rohrau e lanciarono un assalto di cavalleria ma non furono in grado di irrompere tra le file del nemico. La strenua resistenza mossa dal nemico non consentì agli ungheresi di ritirarsi in buon ordine; i capitani ungheresi Wilhelm Tettauer e István Zápolya rimasero intrappolati con altri 70 nobili dalle forze imperiali e vennero fatti prigionieri.
L'avanzata dell'esercito imperiale costrinse Mattia I a togliere l'assedio alla città. Gli ungheresi abbandonarono i loro equipaggiamenti e rifornimenti e si ritirarono verso Presburgo, l'odierna Bratislava. Zápolya venne preso prigioniero ma riuscì a fuggire dopo aver rubato la spada al suo carceriere ed averlo ucciso; riuscì a ricongiungersi con l'esercito ungherese a Presburgo. Il re d'Ungheria si appellò alla nobiltà per ottenere dei rinforzi che si unissero al suo esercito a Presburgo. Urban Dóczi, vescovo di Győr, raccolse 5000 uomini in 50 giorni a sue spese. I cavalieri Raci della Slavonia risposero alla chiamata. Provati dalla prima esperienza, gli ungheresi si rifornirono questa volta di adeguata artiglieria, tra cui dei "mortai Varga" che richiesero 80 cavalli per essere spostati.

## Il secondo assedio

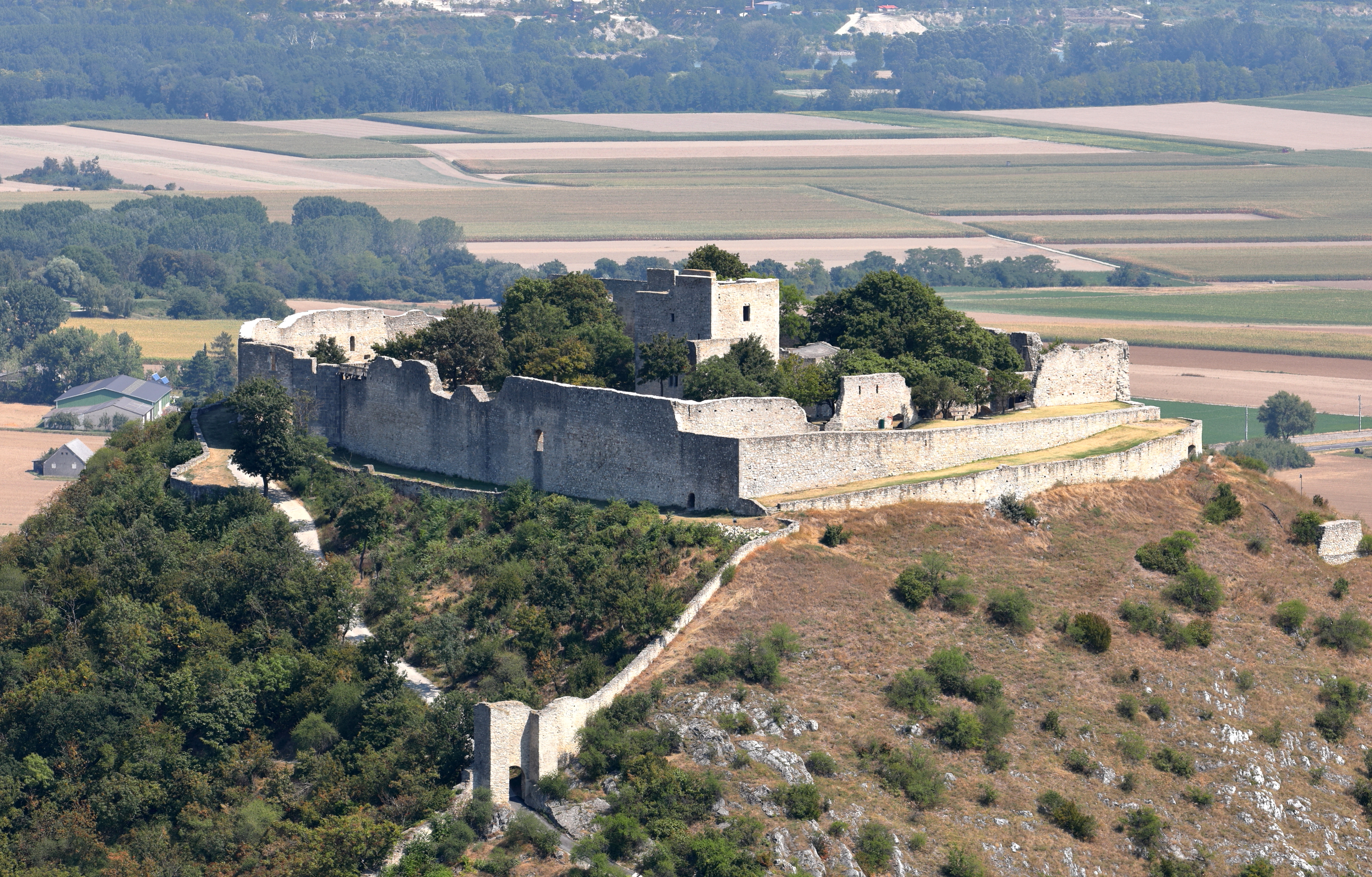
Il castello di Hainburg

La veloce rigenerazione dell'esercito ungherese a Presburgo permise agli ungheresi di riprendere immediatamente l'iniziativa e di marciare ancora una volta contro Hainburg. Il 20 settembre, l'esercito imperiale, ora forte di 10 000 effettivi, iniziò a marciare verso la città per liberarla dall'assedio. Mattia I prese con sé 8 000 uomini lasciando i restanti a mantenere l'assedio, per attaccare l'esercito. Gli ungheresi e gli imperiali si bombardarono a vicenda, mirando soprattutto ai rifornimenti nella speranza di fiaccare il nemico.
Il 23 settembre, il priore Bertalan Beriszló lanciò una sorpresa, un attacco della cavalleria non autorizzato alle posizioni imperiali; questo atto fece si che le forze imperiali abbandonassero le loro fortificazioni e si ritirassero coni loro rifornimenti verso Bruck. Mattia I rigettò l'idea di un inseguimento come pure molti suoi ufficiali gli consigliavano. Ad ogni modo, Ferenc Haraszti e Moses di Buzla guidarono un assalto non autorizzato al restante delle truppe imperiale; Haraszti morì per una ferita alla spalla e Moses venne anch'egli ferito. Qualsiasi altra iniziativa personale venne proibita per ordine del re.
Mattia I tornò ad Hainburg per proseguire l'assedio. La città cadde dopo una settimana di pesanti bombardamenti, I difensori, guidati da Wolfgang Fuchs, accordarono la resa agli ungheresi in cambio di 3000 fiorini e del libero passaggio.